# Ordinariato militare in Ecuador
L'ordinariato militare in Ecuador è un ordinariato militare della Chiesa cattolica per l'Ecuador. È retto dal vescovo José Miguel Asimbaya Moreno.

## Territorio
Sede dell'ordinariato è la città di Quito.
L'ordinariato è articolato pastoralmente in 4 parrocchie.

## Storia
Il vicariato castrense è stato eretto il 30 marzo 1983 con il decreto De erigendo della Congregazione per i vescovi.
Il 21 aprile 1986 il vicariato castrense è stato elevato ad ordinariato militare con la bolla Spirituali militum curae di papa Giovanni Paolo II.
Nel 1988 sono entrati in vigore gli statuti dell'ordinariato militare in Ecuador, previsti dalla Spirituali militum curae, con i quali viene riconosciuta la denominazione corrente di Obispado Castrense del Ecuador.

## Cronotassi dei vescovi
Si omettono i periodi di sede vacante non superiori ai 2 anni o non storicamente accertati.
- Juan Ignacio Larrea Holguín † (5 agosto 1983 - 7 dicembre 1989 nominato arcivescovo di Guayaquil)
- Raúl Eduardo Vela Chiriboga † (8 luglio 1989 - 21 marzo 2003 nominato arcivescovo di Quito)
- Miguel Ángel Aguilar Miranda † (14 febbraio 2004 - 18 giugno 2014 ritirato)
- Segundo René Coba Galarza (18 giugno 2014 - 12 dicembre 2019 nominato vescovo di Ibarra)
  - Sede vacante (2019-2023)
- José Miguel Asimbaya Moreno, dal 31 gennaio 2023

## Statistiche
| anno | presbiteri | presbiteri | presbiteri | diaconi | religiosi | religiosi | parrocchie |
| anno | totale     | secolari   | regolari   | diaconi | uomini    | donne     | parrocchie |
| ---- | ---------- | ---------- | ---------- | ------- | --------- | --------- | ---------- |
| 1999 | 76         | 38         | 38         |         | 38        | 3         |            |
| 2000 | 2          | 2          |            |         |           |           |            |
| 2001 | 1          | 1          |            |         |           |           |            |
| 2002 | 63         | 48         | 15         |         | 15        |           |            |
| 2003 | 66         | 50         | 16         |         | 16        |           |            |
| 2004 | 26         | 6          | 20         |         | 20        |           |            |
| 2013 | 60         | 50         | 10         |         | 10        |           |            |
| 2016 | 63         | 57         | 6          |         | 6         |           |            |
| 2019 | 50         | 41         | 9          | 1       | 9         |           |            |
| 2021 | 86         | 38         | 48         | 1       | 48        |           |            |
| 2023 | 78         | 40         | 38         |         | 38        |           | 4          |